# Моавитски език
Моавитският език, Моабитският език или Моавския, Моабския е езикът на моавитите (моавците), народ упоменат в Библията.
В 1868 г. в Трансйордания е открита т.нар. стела на Меша на моавитския цар Меша, отразяваща въстанието на моавците против израилтяните, за което споменава библейската книга Царства (IV Цар., 3, 4).
През 1868 г. е открит надпис който е разчетен в 1958 г. и представлява малък фрагмент от моавитски текст на екземпляр, посветен на Меша. Това са до днес единствените, съхранили се артефакти съдържащи моавитски текстове.